# Яровий Михайло Мартинович
Михайло Мартинович Яровий (19 вересня 1909, Чигирин — 28 травня 1978, Жданов) — Герой Соціалістичної Праці.

## Біографія
Народився 19 вересня 1909 року в місті Чигирині (тепер Черкаська область) в селянській родині. Закінчив 4 класи школи.
Плавав матросом на пароплавах «Георгій Димитров» і «Волго-Дон», на теплоході «Місцевком».
У роки радянсько-німецької війни на теплоході «Анатолій Сєров» брав участь в перевезенні боєприпасів захисникам Одеси, Севастополя, Північного Кавказу.
З 1945 по 1970 рік — боцман азовських суден «Дон», «Черкаси», «Пролетарськ», «Чорногорськ».
Помер 28 травня 1978 року. Похований у Маріуполі на Кіровському кладовищі.

## Нагороди
Герой Соціалістичної Праці з 1966 року. Нагороджений орденом Леніна, медалями.